# 王澤 (正統進士)
王澤（1407年—？），字濟民，河南南陽府汝州人，軍籍。明朝政治人物。進士出身。

## 生平
河南鄉試第二十七名。正統四年（1439年）己未科會試第四十名，殿試登進士第三甲第四十一名。

## 家族
曾祖父王和卿。祖父王從善。父亲王鳳。